# Ispirazioni
Ispirazioni è un album della cantante italiana Louiselle, pubblicato dalla casa discografica Erre nel 1974.
L'interprete partecipa alla composizione di due brani ed è autrice completa di Milena e Il posto vuoto.

## Tracce

### Lato A
1. Lo spazio dell'anima – 2:18 (Giancarlo Granieri)
2. Poeta canta – 4:18 (Lino Tieri)
3. Milena – 3:02 (Maria Luisa Catricalà)
4. Il sogno di Leone – 3:33 (Lino Tieri)
5. Cosa farei – 2:49 (Maria Luisa Catricalà, Carlo Rossi)
6. Il posto vuoto (Maria Luisa Catricalà)

### Lato B
1. Il paese delle streghe – 2:45 (Lino Tieri)
2. Vita di Santa – 2:10 (Carlo Rossi)
3. L'albero e l'uomo – 2:42 (Adriano Tomassini, Giancarlo Granieri, Maria Luisa Catricalà)
4. S. Michele Arcangelo – 2:53 (Lino Tieri)
5. Un fiore sulla mondezza – 2:47 (Lino Tieri)
6. L'uomo com'è strano – 4:22 (Bernardino Morichelli, Carlo Rossi, Emanuele Fragione, Saverio Pitarresi)